# Титтенсор, Эллиотт
Эллиотт Джон Титтенсор (англ. Elliott John Tittensor, родился 3 ноября 1989 года) — английский актёр, наиболее известный по роли Карла Галлахера в комедийно-драматическом сериале Channel 4 «Бесстыдники» (2004—2013).

## Карьера
Эллиотт Титтенсор и его брат-близнец Люк снялись в сериале «Бруксайд». В первом сезоне сериала Channel 4 «Бесстыжие» близнецы Титтенсор разделили роль Карла Галлахера. Эллиот продолжал играть роль Карла после того, как Люк покинул шоу. В 2017 сыграл роль в фильме Кристофера Нолана «Дюнкерк». В 2022 году сыграл роль Эррика Каргила в сериале от HBO «Дом Дракона».

## Фильмография
| Год     | Заголовок                   | Роль               | Заметки                |
| ------- | --------------------------- | ------------------ | ---------------------- |
| 2009 г. | Защити меня от моих желаний | Даз                | Короткометражный фильм |
| 2012    | Спайк Айленд                | Гэри Титс Титчфилд | фильм                  |
| 2013    | Великан-эгоист              | Мартин Фентон      | фильм                  |
| 2014    | Slap                        | Арчи               | Короткометражный фильм |
| 2015    | North v South               | Терри Сингер       | фильм                  |
| 2017    | Дюнкерк                     | Highlander 2       | фильм                  |

## Телевидение
| Год           | Заголовок            | Роль             | Заметки                                                                |
| ------------- | -------------------- | ---------------- | ---------------------------------------------------------------------- |
| 2004-2013 гг. | Бесстыдники          | Карл Галлахер    | Основной состав (сезон 1-9), приглашённая звезда (сезон 11); 109 серий |
| 2007 г.       | True Dare Kiss       | ДжейДжей         | 4 серии                                                                |
| 2009 г.       | Moving On            | Ян Джеко Джексон | Эффект бабочки                                                         |
| 2014          | В погоне за тенями   | Джон Медоуз      | Only Connect: Part 1 и Only Connect: Part 2                            |
| 2010, 2021    | Безмолвный свидетель | Скотт Уэстон     | Тени, часть 1 и 2, и Искупление, часть 1 и 2                           |
| 2022          | Дом Дракона          | Эррик Каргилл    | 4 серии                                                                |